# Felipe Harboe Bascuñán

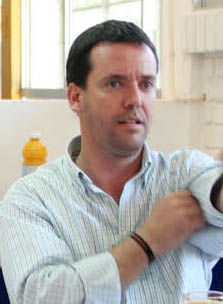
Felipe Harboe Bascuñán

Felipe Harboe Bascuñán, né le 20 juillet 1972 à Eindhoven (Pays-Bas), est un homme politique chilien. Membre du Parti pour la démocratie. Il est ministre de l'Intérieur par intérim du 4 janvier au 8 janvier 2008.